# Limnophora thienemannae
Limnophora thienemannae este o specie de muște din genul Limnophora, familia Muscidae, descrisă de Villeneuve în anul 1931. Conform Catalogue of Life specia Limnophora thienemannae nu are subspecii cunoscute.